# Marko Stanojevic
Marko Peter Stanojevic (propriamente Stanojević; Birmingham, 1º ottobre 1979) è un rugbista a 15 italiano di origine britannica, di ruolo tre quarti ala.

## Biografia
Nato a Birmingham da madre italiana e padre serbo che lì si conobbero per motivi di studio, Stanojevic ebbe le sue prime esperienze rugbistiche di alto livello ai tempi della frequenza universitaria a Bristol, quando fu schierato per l'Under-21 della locale squadra.
Una volta laureatosi in informatica, decise di trasferirsi in Italia e, nel 2002, fu ingaggiato dal Colleferro; Stanojevic diede un decisivo apporto (25 mete) alla promozione del club laziale in serie A, dopodiché al termine della stagione tornò in Inghilterra per debuttare nella prima squadra del Bristol.
Grazie alla cittadinanza acquisita per parte di madre, Stanojevic poté essere convocato per le selezioni italiane, e debuttò in Nazionale nel 2006 sotto la gestione di Pierre Berbizier, in occasione degli incontri di qualificazione alla Coppa del Mondo di rugby 2007.
Sempre agli ordini del tecnico francese prese parte alla fase finale della Coppa del Mondo; nel frattempo era tornato a giocare in Italia, nel Calvisano.
Nel 2008 si è laureato campione d'Italia con il club lombardo.
Nel 2009 si trasferisce al Cavalieri di Prato. L'anno successivo passa al Rovigo.

## Palmarès
- Campionati italiani: 1
Calvisano: 2007-08